# Casino (lieu)
Pour les articles homonymes, voir Casino.

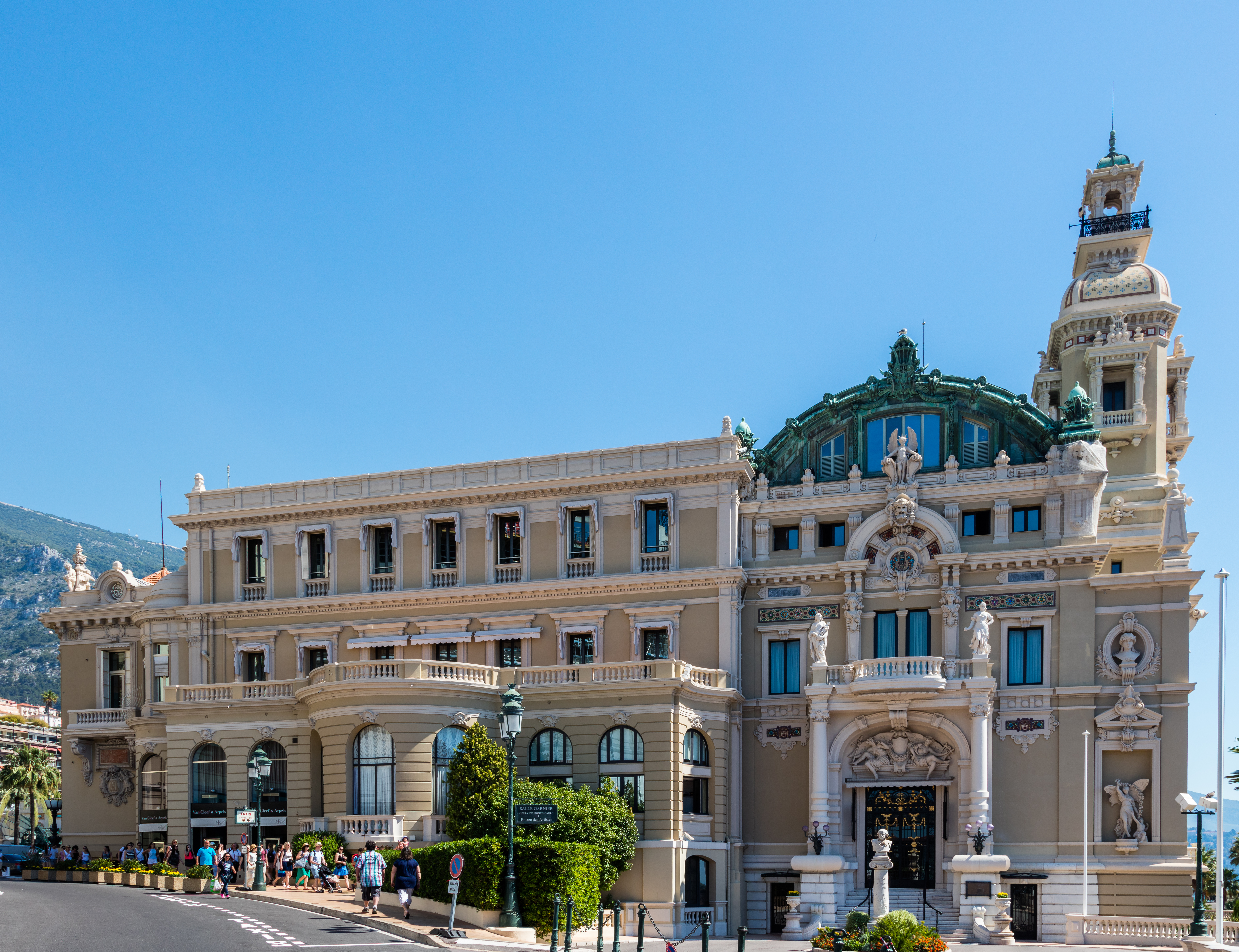
Vue de la façade du casino de Monte-Carlo à Monaco, sur la côte d'Azur.

Un casino, ou établissement de jeux, est un lieu ouvert au public, légal et contrôlé, qui propose des jeux d'argent, généralement de hasard (les « jeux de casino » et « jeux de table »). Lieu de sociabilité et de divertissement de la villégiature, il joue un rôle important dans le fondement et le développement urbanistique de stations touristiques mais aussi dans l'animation de la saison touristique. Il existe aujourd'hui de nombreux modèles de casinos selon leur offre en matière d'accueil, de sécurité, d'hygiène, d'animation (stratégie de démocratisation et de  féminisation de la clientèle, développement de cybercasinos).
Dans tous les pays, le secteur casinotier est réglementé à partir du moment où ses établissements font ouvertement commerce de jeux d'argent. Les casinos doivent de fait obtenir une licence d'exploitation commerciale auprès des autorités locales ou nationales et reverser une redevance et diverses formes de taxes aux pouvoirs publics.
D'une manière générale, l'accès aux salles de jeux est interdit aux personnes mineures et il faut donc montrer une pièce d'identité. Certains casinos affichent par ailleurs un règlement spécifique en matière de tenue vestimentaire.
En 2021, les casinos représentent 25 % du chiffre d'affaires mondial des jeux d'argent, les paris arrivant en tête avec 47 %.

## Étymologie et utilisation
Le mot casino trouve son origine en Italie ; il dérive du mot italien casa qui signifie « maison ». Le terme casino peut désigner une petite villa de campagne, une maison d'été ou un club social. Au XIXe siècle, le terme casino a été étendu pour inclure d'autres bâtiments publics où des activités de divertissement avaient lieu. Ces édifices étaient généralement construits sur les terrains d'une villa italienne plus grande ou d'un palazzo, et servaient à accueillir des fonctions sociales, telles que des danses, des jeux de hasard, des concerts et des sports. En italien moderne, un casino peut également faire référence à un bordel, une situation confuse ou un environnement bruyant. Le terme spécifique pour désigner un établissement de jeux d'argent est casinò.
Tous les casinos ne sont pas exclusivement dédiés aux jeux d'argent. Par exemple, le Casino Catalina, situé sur l'île de Santa Catalina en Californie, n'a jamais proposé de jeux de hasard traditionnels, car ils étaient déjà interdits en Californie lors de sa construction. De même, le Casino de Copenhague était à l'origine un théâtre danois qui accueillait également des réunions publiques pendant la Révolution de 1848, marquant l'avènement d'une monarchie constitutionnelle au Danemark. Le Casino de Paris est une salle de spectacles.
Dans le contexte militaire et civil, un casino (en espagnol) ou un Kasino (en allemand) désigne une salle à manger réservée aux officiers. Mais, en règle générale, casino désigne alors tout club ou cercle permettant la réunion de personnes dans un but particulier : ainsi, en Espagne, il y avait des casinos « ouvriers » et en Allemage (et même en Alsace) des casinos… « théologiques ».

## Histoire du casino

### Le motcasino
En italien « casino » signifie « petite maison » : c'était au XVIIe siècle en Vénétie, en Lombardie, ou en Toscane un lieu retiré, tranquille, loin du centre-ville, propice à la retraite, au repos, et réservé aux notables. À Venise, dès cette époque, le ridotto (« réduit ») est l'espace qui, au sein d'une maison, est réservé spécifiquement aux jeux de société et/ou d'argent : c'est le « salon de jeux ». Ce mot a donné, par corruption, « redoute » : ainsi, au siècle suivant, fleurissent des redoutes à Vienne, à Spa ; mais aussi des « vaux-halls », par exemple à Londres vers 1770, lieux de divertissements et d'agréments ; on trouve aussi la « banque », qui donne en allemand l'expression Spielbank (« casino »). Mais c'est sous l'influence britannique que le terme casino va finalement s'imposer dès les années 1780-1790 et parce que le voyage en Italie était à la mode : on l'entendait au sens de « gentlemen's club », lieu où en effet les hommes se réunissaient en partie pour jouer aux cartes, au pharaon, ou au biribi. En 1806, un guide de voyage signale un Casino-Gesellschaft à Aix-la-Chapelle, ainsi que d'autre sociétés privées spécialisées dans les jeux d'argent appelées « nouvelle redoute » ou « cassino » [sic]. Le mot casino, non plus au sens de « maison de plaisance » — et parfois de « plaisirs » — mais de jeux d'argent passe dans l'usage courant en français vers 1850.

### De Venise à Monte Carlo

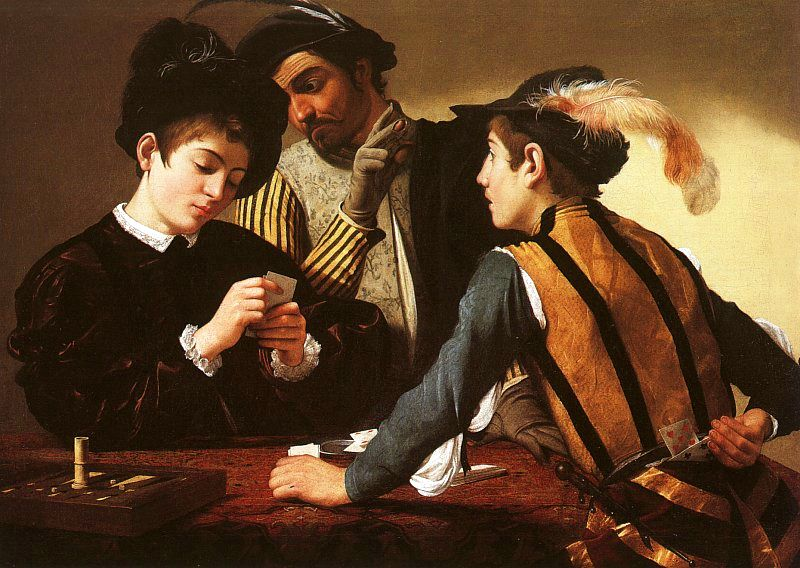
Le Caravage, I bari (vers 1594), Kimbell Art Museum.

Traditionnellement, l'histoire retient que l'un des premiers casinos européens a été ouvert à Venise aux alentours de 1638, dérivant de la baratteria, espace clandestin de jeu de carte : les jeux d'argent sont alors autorisés en plein jour et seulement au moment du carnaval. Marco Dandolo, issu d'une illustre famille vénitienne, accepte la charge d'ouvrir en son palais un ridotto pubblico, moyennant le versement d'une redevance au doge. Elle est fermée en novembre 1774, tant la corruption s'y est installée[réf. souhaitée].
Entretemps, les redoutes et autres banques se sont multipliées partout en Europe : dès le milieu du XVIIe siècle, on note à Milan l'ouverture d'une « banque de bassette », servant à financer les dépenses liées au théâtre lyrique. L'idée du « casino d'opéra » va faire long feu puisque Bruxelles, puis Vienne s'en emparent entre 1745 et 1750. Les jeux d'argent débarquent également dans les stations thermales, lieux de villégiature où la noblesse et la bourgeoisie vont « prendre les eaux » : Bath en Angleterre serait, dès 1702, la première station à associer cure et jeux d'argent, sous la houlette de Beau Nash (en), lequel sera ruiné par une nouvelle réglementation tombée en 1745 qui interdit au nom du Parlement britannique tout jeu d'argent en public. Le continent récupéra la clientèle britannique et s'ouvrirent des salles à Spa, Aix-la-Chapelle, Wiesbaden, Ems, où un fermier des jeux est même nommé en 1784.
La France des Lumières est profondément opposée à ce genre d'établissement public. Un mythe persistant veut que le Palais-Royal soit devenu sous la Régence (1715-1723) le réceptacle de salles de jeux d'argent. Sans doute clandestines, il n'en demeure pas moins que l'un des hauts personnages de l'État à cette époque est John Law dont on dit qu'il a fait fortune en étudiant les jeux d'argent à Venise. En revanche, sous le Directoire, le Palais-Royal devient effectivement le rendez-vous de tous les amateurs de tripots. En 1799, les neuf maisons d'argent placées sous l'autorisation de la « régie des jeux » se trouvent dans ce quartier. Le décret du 24 juin 1806 pris par Napoléon, interdit toute maison de jeux de hasard dans l'étendue de l'Empire, mais fait deux exceptions : son article 4 stipule « Notre ministre de la police fera pour les lieux où il existe des eaux minérales pendant la saison des eaux seulement, et pour la ville de Paris, des règlements particuliers sur cette partie ». Dans la capitale, sont tolérées une dizaine de maisons, mais en 1836, une loi de finances abolit la ferme des jeux. Les adeptes et les personnels (croupiers, caissiers, banquiers de jeux...) se ruent alors vers les villes d'eau, notamment rhénanes. Les Chabert, Bénazet et Blanc y font fortune. L'un d'entre eux, François Blanc, s'installe à Monaco. Au début du Second Empire, le concept de casino refait surface, à grand renfort de publicité, mais la plupart de ces premières expériences échouent : la côte d'Azur n'est pas à la mode, et Biarritz est encore trop éloignée. Cependant, c'est dans cette dernière ville qu'est construit à partir de novembre 1856 un établissement par Benito R. de Monfort : inauguré en août 1858, il attire les dignitaires de l'Empire français, aristocrates espagnols, portugais, allemands. Vers 1863-1864, le train dessert enfin Nice. La Société des bains de mer est créée. Tous ces casinos situés en France vont également bénéficier des lois de répression prussiennes qui vont interdire totalement les maisons de jeux d'argent en 1868 puis en 1872 sur l'ensemble du territoire de l'Empire allemand. En 1877, il ne reste plus en Europe que le casino de Monte Carlo et celui de Spa, la Redoute (Belgique). En conséquence, l'une des langues les plus communes dans le milieu du casino sera le français, et ce, jusqu'à la Seconde Guerre mondiale : le banquier, le croupier utilisent dès cette époque des expressions telles que « rien ne va plus », les « jeux sont faits ».
En effet, au XIXe siècle, la roulette se propage dans toute l'Europe puis aux États-Unis, devenant l'un des plus célèbres et plus populaires jeux de casino. Lorsque le gouvernement allemand abolit les jeux de paris, la famille Blanca s'installe dans l'un des deux derniers casinos restant opérationnel en Europe à Monte-Carlo, où les membres établissent le Mur des Lamentations du jeu pour l'élite européenne[pas clair]. C'est là que la roue à roulette simple est devenue le jeu le premier ministre[pas clair], et au fil des ans a été exporté dans le monde, sauf aux États-Unis où la roue à double zéro est dominante. Une minorité de joueurs considère désormais la roulette comme étant le « roi des jeux de casino », probablement parce que le jeu fut longtemps associé au côté chic inhérent aux nuits de Monte-Carlo, où se croisaient notables, artistes, aventuriers, parvenus et beautés demi-mondaines. Une légende raconte que le promoteur immobilier et homme d'affaires François Blanc négocia avec le diable pour obtenir les secrets de la roulette. La légende est basée sur le fait que la somme de tous les numéros sur la roulette, de 1 à 36, est 666, qui est le nombre de la Bête.

### Vers Las Vegas
Aux États-Unis, les premières salles de jeux d'argent ont été les saloons. Leur développement s'est notamment concentré dans quatre grandes villes, La Nouvelle-Orléans, Saint-Louis, Chicago et San Francisco, et ces espaces sont assimilables à des tripots, des speakeasies. Car la situation juridique au niveau fédéral et de chaque État demeure floue et largement sous l'influence des ligues de vertu puritaines. Au début du XXe siècle, les paris devinrent illégaux et bannis par la législation fédérale. Les jeux d'argent ne sont acceptés qu'au cas par cas : ainsi, sont-ils tolérés dans Atlantic City dès avant 1914, puis en pleine période de prohibition, et aussi au Nevada à partir de 1931. De fait, face à la répression, les Américains contribuent à transformer Las Vegas jusqu'en 1959 en capitale mondiale des jeux d'argent ; après 1960, et la fermeture des casinos cubains de La Havane par le régime castriste, entraîne un nouvel essor de Las Vegas. Le New Jersey autorisa de nouveau, en 1978 les paris à Atlantic City qui est aujourd'hui la seconde ville américaine en termes de paris légaux, après Las Vegas.

### Dans le reste du monde
La ville de Macao est autorisée par l'État portugais à ouvrir des maisons de jeux d'argent à partir de 1931 ; de même certains casinos chinois deviennent mythiques grâce au cinéma (Shanghai Gesture (1941) de Josef von Sternberg). En France, la roulette est légalisée à partir de 1933, hors Monaco. L'Italie fasciste accorde, entre 1924 et 1936, des franchises à quatre établissements. En 1933, les nazis rouvrent Baden-Baden mais transforment Berlin en ville interdite aux jeux d'argent.

### Après 1945
En 1960, Cuba interdit tout jeu d'argent. Le Royaume-Uni vote en 1960 une loi libérale et Brighton, entre autres, devient le rendez-vous des joueurs. Les casinos sont légalisés aux Pays-Bas (1975), en Espagne (1977), au Danemark (1979). Sous Ronald Reagan, les réserves indiennes américaines se voient autorisées à ouvrir des casinos. Les seuls pays qui interdisent ces établissements sont ceux qui placent leurs constitutions sous l'égide de la loi coranique[réf. nécessaire].
Dans les années 1990, se développent les casinos virtuels en ligne ou à télécharger.

## Principaux casinos dans le monde

### En Amérique

#### Aux États-Unis
La capitale mondiale des jeux d'argent est Las Vegas (Nevada), mais d'autres villes sont d'importants centres de jeu, comme Atlantic City (New Jersey), Biloxi (Mississippi) ou Reno (Nevada).
Dans plusieurs États les casinos sont sous la responsabilités des populations amérindiennes à la suite du Indian Gaming Regulatory Act de 1988. 240 tribus sur 562 pratiquent des activités de jeux d'argent. Les principaux États concernés sont :
- Californie (avec le Morongo Casino) ;
- Connecticut (avec le Foxwoods Resort Casino et le Mohegan Sun) ;
- Floride ;
- Idaho ;
- Indiana ;
- Oklahoma ;
- New York.

### En Asie
Macao est en plein essor : depuis quelques années, cette péninsule chinoise attire les investisseurs de Las Vegas qui aspirent à conquérir le marché chinois et asiatique en général.
En 2022, le Việt Nam compte 9 casinos en activité, à savoir : le Casino Đồ Sơn (Hải Phòng), le Casino Lợi Lai, le Casino Hoàng Gia (Quảng Ninh), le Casino Hồng Vận (Quảng Ninh), le Casino Lào Cai (Lào Cai), le Casino Silver Shores (Đà Nẵng), le Casino Hồ Tràm (Bà Rịa – Vũng Tàu), le Casino Nam Hội An (Quảng Nam), le Casino Phú Quốc (Kiên Giang),,

### En Europe

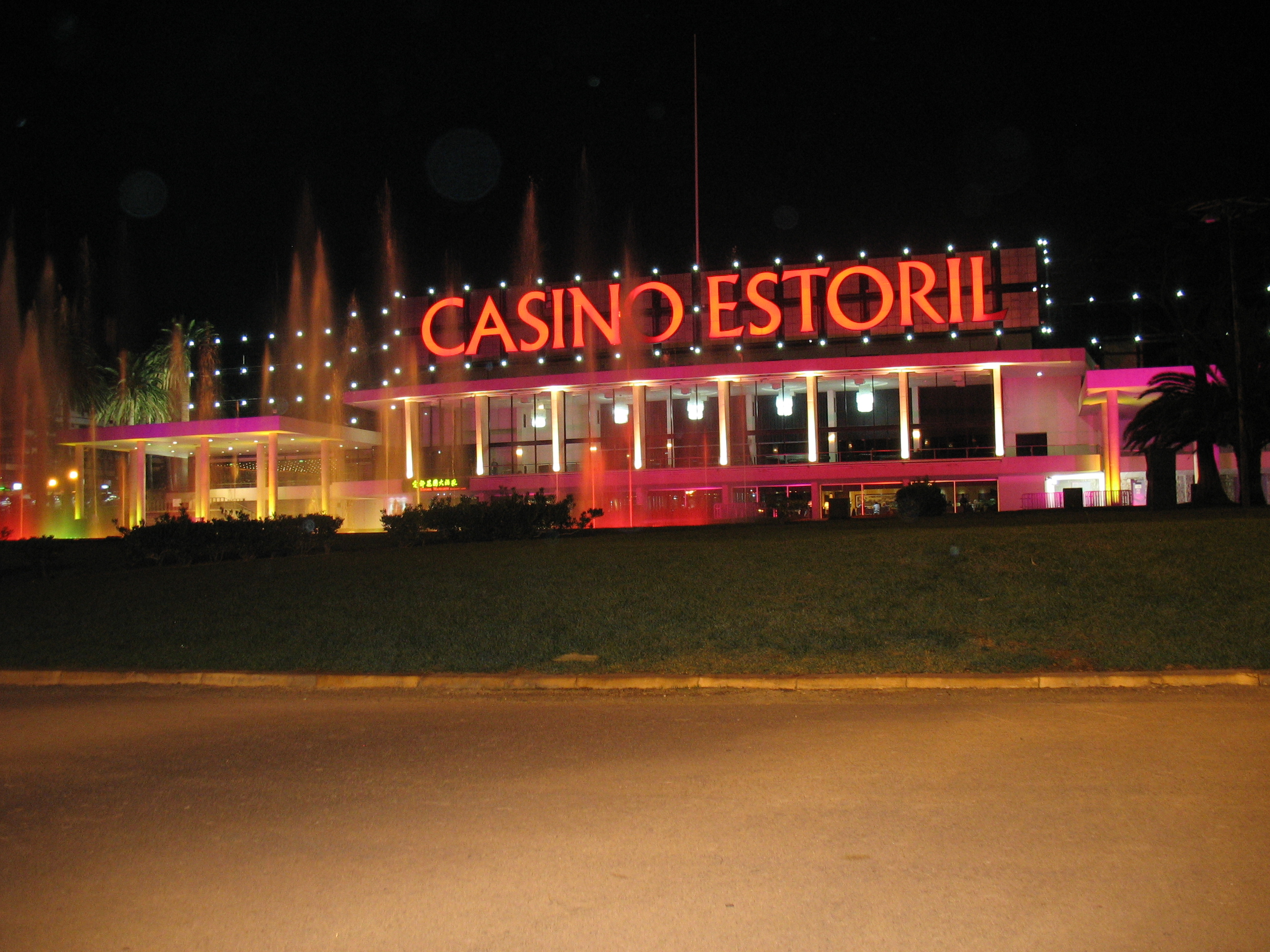
Le Casino Estoril, en Portugal, est le plus grand casino d'Europe.

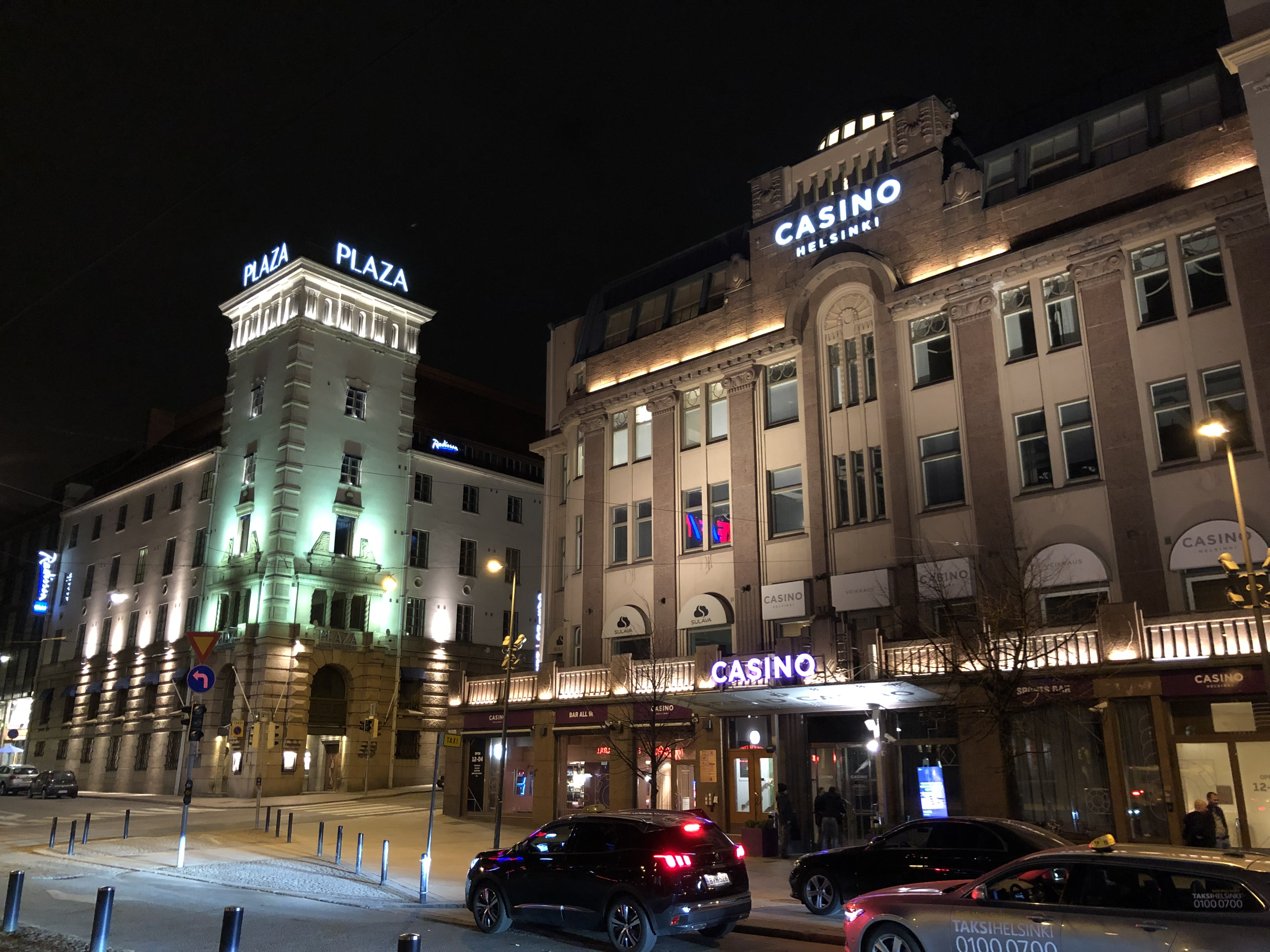
Casino d’Helsinki à Helsinki, en Finlande, est l'un des rares casinos au monde à reverser tous ses bénéfices à des œuvres caritatives,.

Le plus grand casino se trouve à Estoril au Portugal à 18 km de Lisbonne. Les villes les plus attractives pour les gros ou très gros joueurs sont Londres et Monte-Carlo (Casino de Monte-Carlo, le plus grand casino de la principauté). Le premier casino moderne du continent, La Redoute, a été inauguré à Spa (sud-est de la Belgique) en 1771 sous l'initiative des co-bourgmestres, Gérard de Leau et Lambert Xhrouet. Il comprenait salles de théâtre, de bal et de jeux.
Il existe également plusieurs importantes régions de casino, dont :
- le bassin du Léman qui réunit les joueurs français et suisses ;
- la côte d'Azur dont les établissements se sont développés autour de l'essor des casinos de Monaco ;
- des sites plus à l'est du continent tels que Nova Gorica qui développent de véritables complexes de loisirs autour des casinos.

#### En France
La loi du 5 janvier 1988 précise que l’ouverture de casinos est autorisée dans des agglomérations touristiques de plus de 500 000 habitants, sous certaines conditions et après accord du ministère de l’Intérieur.

##### Casinos français
En 2016, on compte 200 établissements (193 implantés en France métropolitaine et 7 présents dans les DOM-TOM), principalement implantés le long du littoral. Le plus grand est celui d'Enghien-les-Bains au nord de Paris, la région Provence-Alpes-Côte d'Azur étant la mieux dotée des régions françaises avec une vingtaine d'établissements.
Il faut attendre le décret de police de 1806 autorisant l’ouverture de casinos dans les stations minérales, et ce, uniquement pendant la saison des cures thermales, et pour la ville de Paris, pour voir fleurir les premières structures en France. Ceci afin de proposer à la clientèle fortunée des stations thermales de nouvelles formes de divertissement, tout en préservant les familles les plus pauvres de la tentation du jeu.
La loi du 31 juillet 1920 interdit quant à elle l’exploitation d’un casino physique dans un rayon de 100 km autour de Paris, une restriction toujours en vigueur aujourd’hui hormis pour la ville d’Enghien-les-Bains qui fait l’objet d’une exception depuis 1931.[réf. incomplète],,
Le décret de 1959 dit que ce doit être « un établissement comportant trois activités distinctes : spectacle, restauration et jeux, réunies sous une direction unique sans qu'aucune d'elles puisse être affermée ».
L'accès aux casinos en France est réglementé, pour protéger aussi bien les établissements que leurs clients. Il est indispensable de présenter une pièce d'identité à l'entrée des casinos, non seulement pour vérifier l'âge du client - l'accès étant interdit aux mineurs - mais aussi pour contrôler l'accès des personnes interdites de jeux. En effet, la législation française permet d'exclure certaines personnes du casino pour des raisons diverses, telles que des problèmes de jeu excessif ou des comportements inappropriés. Ainsi, la présentation de la carte d'identité est non seulement obligatoire, mais elle sert aussi d'outil de protection pour les joueurs et pour l'intégrité de l'industrie du jeu en France.

##### Cercles de jeux français
Les cercles de jeux sont des associations loi de 1901 réglementées par un décret de 1947, dont les excédents budgétaires doivent alimenter des cercles d'œuvres de bienfaisance.
À Paris, quatorze des quinze cercles ont fermé depuis 2007 après des affaires de blanchiment en bande organisée et d'extorsions de fonds: le Cercle de jeu Wagram, l'Eldo, le Concorde, le Gaillon, l'Industrie, le Haussmann ou encore l'Aviation Club de France. Ces cercles auraient été attribués à des familles corses après la Libération en remerciement de leur investissement au sein de la Résistance. Un projet de loi présenté en conseil des ministres le 3 août 2016 prévoit de les supprimer afin de les remplacer par des clubs davantage structurés et contrôlés.

#### En Belgique

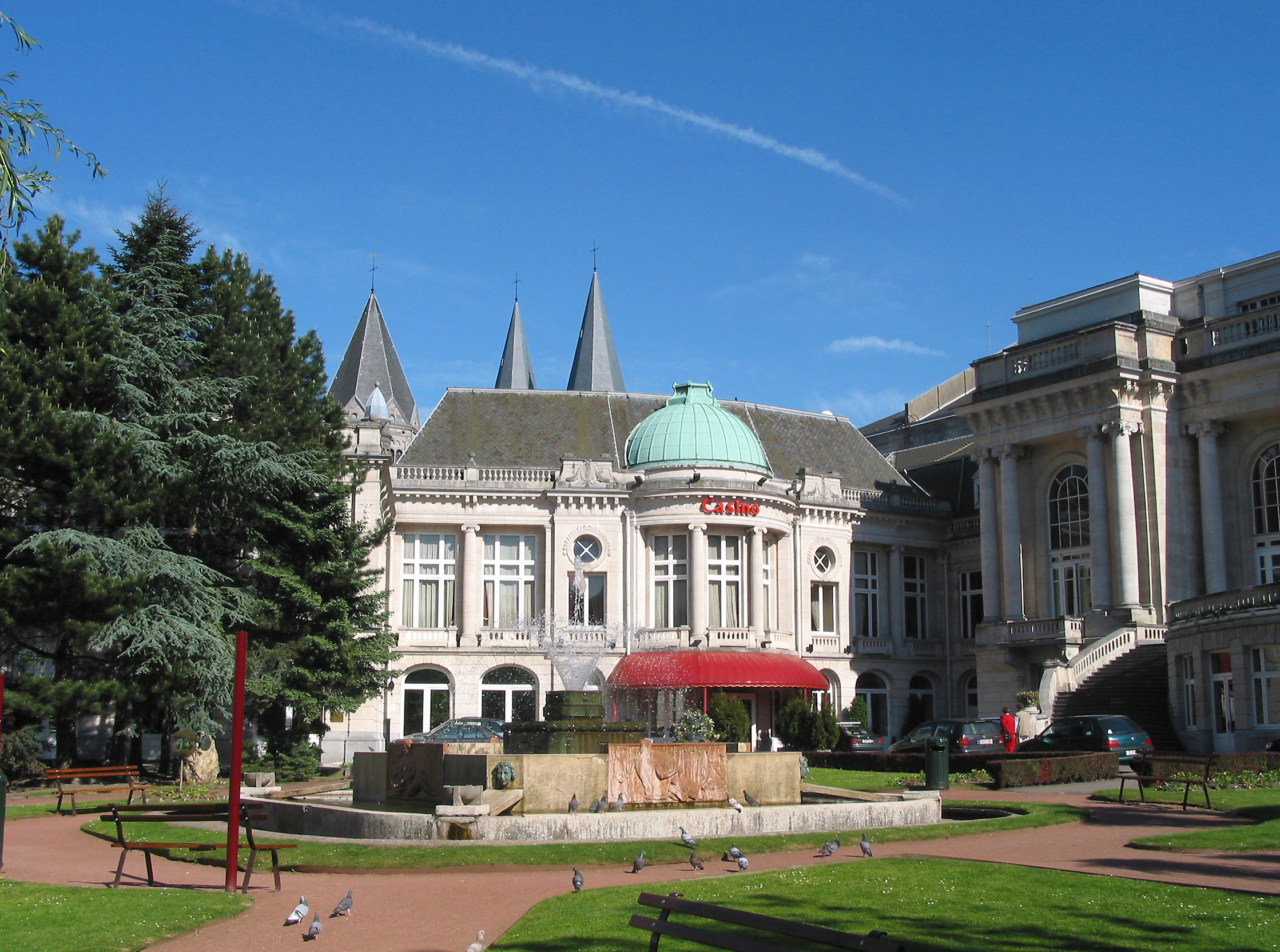
Le Casino de Spa, La Redoute, date de 1762, c'est le plus ancien au monde.

Il y a 9 casinos en Belgique : à Bruxelles, Chaudfontaine, Namur, Dinant, Spa, Ostende, Blankenberge, Knokke et Middelkerke.

##### Casinos en ligne
En 2012, la commission belge des jeux de hasard a commencé à distribuer les licences pour les sites des jeux de hasard en ligne. Depuis cette date, il est légal de jouer sur un site d'un casino en ligne en Belgique. Il y a un maximum de 9 casinos et 180 salles de jeux en ligne.

##### Commission des jeux de hasard
La Commission belge des jeux de hasard est responsable de la régulation et du contrôle du monde des casinos belges, à la fois en ligne et hors ligne. Elle sert également d’organisme consultatif envers le gouvernement et le parlement qui se basent sur ses recommandations pour voter les lois nécessaires concernant les jeux de hasard.
Pour l’exploitation de jeux de hasard en ligne, il existe 3 licences différentes. Chacune de ces licences est soumise à des conditions spécifiques et détermine les jeux de hasard que l'on peut offrir.
Les trois types de licences pour les exploitants de jeux de hasard en ligne sont :
- la licence A+ ou de « jeux de casinos en ligne » ;
- la licence B+ ou de « salles de jeux en ligne » ;
- la Licence FA+ ou de « bookmakers en ligne ».

#### En Suisse
Il existe plusieurs casinos terrestres en Suisse. Les plus fréquentés sont : le Grand Casino Luzern, le Stadtcasino Basel, le Grand Casino Basel, le Grand Casino Bern, le casino Barrière de Montreux.
Une licence de casino est délivrée en Suisse à la suite d'une demande spéciale de la Commission fédérale des maisons de jeu (CFMJ). Selon le type de services offerts, il existe deux niveaux d'accréditation :
- la licence de casino de type A ;
- la licence de casino de type B.

Un établissement de type A est un grand casino qui n'offre aucune restriction de jeu. Ce type de casino ne peut être créé que dans les zones métropolitaines avec une population d'au moins un million.
Au contraire, les casinos de type B sont ceux des stations balnéaires. Pour ce type d'opérateur, la mise minimum est de 25 CHF et le paiement maximum du jackpot est de 25 000 CHF.

### Complexes hôteliers
Dans le reste du monde, il existe deux complexes hôteliers dont les jeux constituent une grande part du chiffre d'affaires : Sun City en Afrique du Sud et Atlantis Paradise Island aux Bahamas. Tous deux sont dirigés par l'homme d'affaires sud-africain Sol Kerzner.

## Jeux de casino (et cercles)
Le principe même d'un casino est de miser de l'argent sur un « évènement » issu du hasard. Selon les pays, les pratiques et les jeux diffèrent largement. Ce chapitre vise à donner une idée générale des principaux jeux, et à renvoyer vers d'autres articles plus détaillés sur chaque jeu.

### Jeux de bille
- La Boule 2000 ou Traditionnelle (avec le rateau)
- La Roulette : qui existe sous de nombreuses formes telles que la roulette française, américaine, mexicaine…
- Le Multicolore (jeu de cercle)

### Jeux de cartes
On distingue les jeux dits de « contrepartie » où les joueurs perdent quand le casino gagne, et les jeux dits « de cercle » où les joueurs jouent les uns contre les autres. Le casino génère alors des bénéfices en « taxant » les gains des joueurs.
- Le Blackjack (jeu de contrepartie)
- Le Pok 21 ou Blackjack Parisian Style (jeu de cercle)
- Le Texas Hold'em (jeu de cercle)
- Le Caribbean Stud Poker
- Le Baccara
- Le Punto banco
- Le Trente et quarante
- La Bataille ou War Game
- Ultimate Poker
- Let it Ride
- Le président

### Jeux de dés
- Le Craps
- Le Chuck a Luck
- Le Sic Bo
- Le Yam's (aussi appelé Yahtzee)
- Le Farkle (joué aux États-Unis)

### Autres
- Pai Gow dominos
- Big Six Wheel ou Roue de la Fortune
- Bingo

### Paris sportifs
Par ailleurs, il est possible aux États-Unis par exemple de miser sur les courses de chevaux ou les évènements sportifs au sein des casinos.

## Métiers du casino
Il existe de nombreux métiers spécifiques au monde des casinos. La dénomination de ces métiers peut ici se faire au féminin, aucune fonction n'étant réservée aux hommes.

### Tables de jeux
- Le croupier est chargé de prendre et de payer les paris. Il est le seul employé à prendre part directement aux jeux soit en tirant les cartes, soit en actionnant le cylindre dans les jeux de bille.
- Le chef de table ou chef de partie assure le bon fonctionnement des tables de jeux placées sous sa responsabilité, en veillant à l'application de la réglementation en vigueur par l'ensemble des acteurs et en fournissant la qualité des services attendue. Le chef de table travaille en concertation et complémentarité avec les différents services. Il supervise normalement une à deux tables de jeu, sa mission est de vérifier le bon déroulement des parties et le travail des croupiers. Il est chargé de la comptabilité de la table (flux jetons, billets) et enregistre les mouvements de jeu des clients (perte, gain, nombre de mains jouées, mises de jeu).
- Le floorman ou superviseur ou inspecteur encadre les chefs de table. Il est normalement responsable de trois ou quatre tables de jeu et il y veille au bon déroulement et de la sincérité des jeux. Il vérifie et contrôle l'ensemble des transactions à la table. Il est également chargé de la comptabilité des jeux.
- Le pit boss (ou pit) est responsable d'un regroupement de plusieurs tables de jeu ou d'une zone du casino . Il encadre les floormans. Ce poste existe uniquement dans des casinos avec un grand nombre de tables de jeu et différents pits.
- Le directeur de salle ou responsable d'exploitation, a la responsabilité de la salle de jeu.

### Machines à sous
- Le technicien assure le bon fonctionnement et l'entretien des machines. Il est également chargé du remplissage des machines (en jetons) sous la responsabilité d'un cadre. Une touche « service » permet au joueur de l'appeler. Il aide les clients à s'orienter dans le parc des machines électroniques, explique le fonctionnement.
- Le superviseur contrôle et surveille le fonctionnement des machines en termes de comptabilité. Il supervise le paiement des jackpots. Dans les organisations qui requièrent encore des remplissages manuels de jetons ou token, les superviseurs sont parfois encadrés par un chef superviseur.

### Autres métiers
- Le changeur (ou caissier) s'occupent de toutes les transactions d'argent. Le caissier accueille les clients, les informe sur les animations et évènements en cours dans le casino et effectue toutes les opérations de caisse liées à la spécificité de son secteur (machines à sous ou jeux de table) et prévues par la réglementation des jeux. Il vérifie les identités des clients, échange des jetons, tokens ou fiches contre de l'argent liquide et vice versa. Le caissier doit faire preuve de vigilance dans toutes les opérations de caisse, il intègre dans son activité la notion de responsabilité financière. Il contrôle l'ouverture et la fermeture des caisses, et approvisionne les distributeurs. Le caissier tient le registre officiel et vérifie chaque jour l'encaisse du coffre fort. Le cas échéant, il encadre et anime une équipe de caissiers.
- Le responsable des relations clientèle, généralement membre du comité de direction des jeux, est le contact privilégié des clients que ce soit à l'intérieur ou à l'extérieur du Casino. Son rôle est d'entretenir une relation de confiance durable avec les clients, de coordonner l'accueil, le confort et le bien-être des joueurs. Il organise les séjours sur-mesure des clients et par sa connaissance des goûts des clients il leur propose tout au long de l'année des événements (concerts, soirées, promotions, etc). Il est responsable des budgets d'invitation et décide des offres clientèle (restaurant, hôtel, limousine, etc). Par son charisme il est une figure incontournable et souvent considéré comme l'âme d'un casino. Il accompagne généralement le responsable d'établissement lors de manifestations pour représenter le casino. Il peut être amené à remplacer momentanément ce dernier. Dans certains petits casinos, ce rôle est ajouté au descriptif du poste de responsable d'établissement (ou à son adjoint).
- L'assistant clientèle veille au confort des joueurs dans le casino. À la demande du client, il effectue les réservations (spa, concerts, discothèque, restaurant…) et travaille en étroite collaboration avec le responsable-clientèle. Il sert d'assistant (ou concierge) aux joueurs : organise les transferts en voiture, explication des jeux, commandes diverses, veille à l'offert de boissons en salle, propose aux clients de participer aux animations éphémères et tombola, etc.
- L'agent de sécurité veille au bon fonctionnement du casino et à la sécurité des clients et des employés.

## Dépendance au jeu
Les personnes qui s'adonnent à ces jeux peuvent développer une forte dépendance ou addiction à ceux-ci. On nomme cette psychopathologie le jeu pathologique. Les casinos peuvent avoir au sein de leur personnel des employés habilités à prendre en charge et guider les personnes dépendantes au jeu et leur conseiller la marche à suivre afin d'être pris en charge (par exemple faire une demande d'interdiction d'accès aux casinos, avoir recours à des associations de soutien ou consulter des psychologues spécialisés).

## Argot et anglicisme des casinos
En Europe, le français reste la langue des places européennes prestigieuses. Cependant, les habitués des casinos peuvent parfois employer des termes originaires du Nevada et ayant des équivalents en français :
- low roller (en français : « petit joueur ») signifie joueur à petites mises, de l'ordre de quelques dollars ;
- high roller (en français : « gros joueur ») signifie joueur à grosses mises, de l'ordre de quelques milliers de dollars ;
- whale (en français : « baleine ») signifie joueur à très grosses mises de l'ordre de quelques centaines de milliers à plusieurs millions de dollars par jour de jeu. Les grands complexes de Las Vegas, Macao et Monte-Carlo font tout pour obtenir le privilège de les faire jouer. Ils sont la source assurée d'importants profits car statistiquement, ils perdront une partie de leurs mises. Les établissements n'hésitent pas à mettre à leur disposition un avion privé ainsi que leurs meilleures suites d'hôtel pour les faire venir. Lorsqu'une personne est en mesure de perdre de telles sommes quotidiennes, tout le reste peut être pris en charge par le casino, cependant, tous ne peuvent prendre le risque d'attirer de tels joueurs, car la probabilité qu'ils gagnent à hauteur de leurs mises existe ;
- flambeur est un client ayant un jeu peu discipliné et qui joue avec fougue et sans trop réfléchir. Le temps de jeu de ces clients est souvent bas et génère des pertes rapides (speed lost) ou au contraire des gains rapides.
- haute deno ou faible deno désigne des machines à sous ayant une « dénomination » haute ou faible. Celles-ci permettent au client de trouver une machine ayant des mises de jeu cohérentes avec l’argent disponible qu’il souhaite jouer. Les machines dites « haute deno » nécessitent des casinos assez gros permettant de proposer une contrepartie suffisante en cas de gain du client. En effet, le gain sera proportionnel à la mise engagée et donc le casino augmentant ses dénominations sur les machines s’expose à un risque conséquent. Selon les casinos, une « haute deno » peut partir d’un barème de 2 € jusqu'à des machines dépassant les 500 € le coup.
- speed lost : voir flambeur.

## Le casino dans les représentations

### Arts plastiques

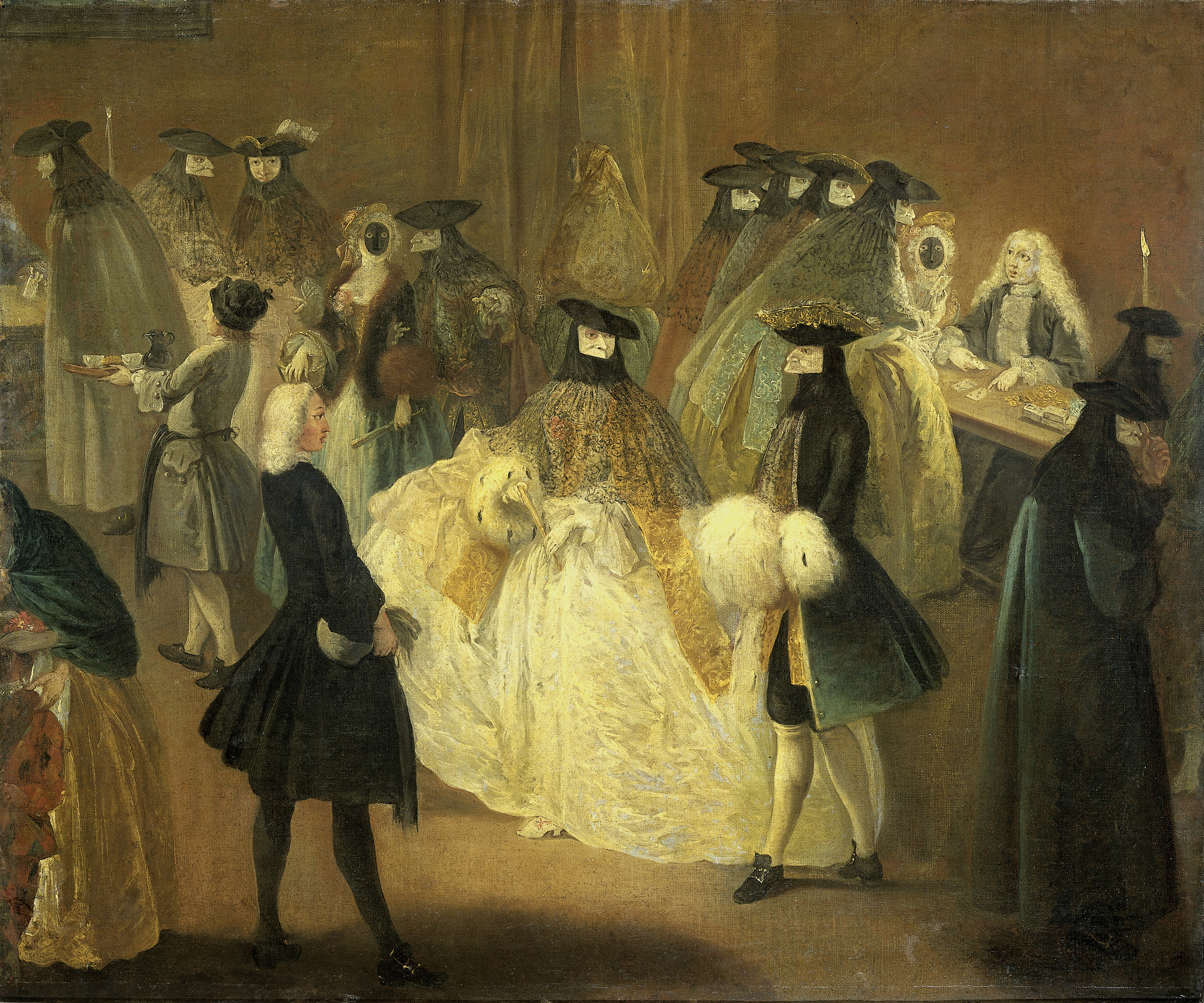
Pietro Longhi : Casino, Rijksmuseum.

- Il Ridotto par Francesco Guardi, 1755, Ca' Rezzonico.
- Il Ridotto Pubblico, Palazzo Dandolo par Francesco Guardi, vers 1765-1768, Metropolitan Museum of Art.
- Casino (Il Ridotto)[36] par Pietro Longhi, avant 1785.
- Spielbank in Monte Carlo par Christian Ludwig Bokelmann, 1884.
- À la table de roulette[37] par Edvard Munch, 1892.
- La Salle de jeux du casino par Jean Béraud, vers 1900.
- À la roulette du casino de Monte-Carlo par Sem, vers 1910.
- Dîner au casino par Gaston de La Touche, avant 1913.
- Au casino de Deauville par Kees van Dongen, 1925.
- Le Casino de Nice aux deux vasques par Raoul Dufy, vers 1926.
- La Plage de Dieppe face au casino par Jacques-Émile Blanche, avant 1942.
- Le Casino par Georges Gaudion, avant 1942.
- Au casino de Monte-Carlo par Gustave Moïse, avant 1955.
- Au casino par Moreno Pincas, vers 1991.
- Slot Machine Queen par Shelly Wilkerson, vers 2011.

### Au cinéma
- Le Roman d'un tricheur (1936)
- Shanghai Gesture (1941)
- Casablanca (1942)
- Macao, l'enfer du jeu (1942) d'après le roman de Maurice Dekobra
- Casino Royale (1954)
- La Main au collet (1955)
- L'Inconnu de Las Vegas (1960)
- La Baie des anges (1963)
- Casino Royale (1967)
- Les Flambeurs (1974)
- Lost in America (1985)
- Rain Man (1988)
- Sister Act (1992)
- Casino (1995)
- Croupier (1998)
- Ocean's Eleven (2001), remake de L'Inconnu de Las Vegas
- Cody Banks, agent secret (2003)
- Casino Royale (remake, 2006)
- Ocean's Thirteen (2007)
- Las Vegas 21 (2008)
- Joueurs (2017)

### Dans les séries télévisées
- Vegas (Vega$) (1978), 69 épisodes avec Robert Urich incarnant un détective privé.
- Las Vegas (2003-2008), 106 épisodes avec James Caan incarnant le chef de la sécurité dans un des plus gros casinos de la ville.
- Ozark (2017- ), avec Jason Bateman.

### Dans la littérature
- Le Joueur, Fiodor Dostoïevski (1865)
- Espions, faites vos jeux, Ian Fleming (1953)
- Sous pression, Donald E. Westlake (1966)
- C'est idiot de mourir, Mario Puzo (1978)
- Hors d'atteinte ?, Emmanuel Carrère (1989)
- La Lune était noire, Michael Connelly (2000)

### Dans la musique
- The House of the Rising Sun, interprétée notamment par le groupe de rock britannique The Animals en 1964.

### Jeux vidéo
- Leisure Suit Larry : les casinos sont très présents dans la série. Larry commence le premier jeu dans la ville de Lost Wages (« salaires perdus ») et gagner assez d'argent au casino y est un passage obligé. Dans le cinquième opus, il doit faire de même avec des machines à poker. Enfin, dans le septième volet, il doit jouer aux craps au casino du paquebot USS Bouncy, mais peut tricher en frottant les dés avec du papier de verre.
- Grim Fandango : établi à Rubacava, le héros Manny Calavera devient gérant d'un bar-casino dont il truque la roulette, particulièrement pour faire gagner le commissaire de police local et garder ses faveurs. Vers la fin, il retourne dans sa ville, El Alamoual, qui est devenue infestée de casinos.
- Cuphead : un casino se trouve dans le monde final, lieu de combat contre King Dice.
- Dans les jeux vidéo de la série Sonic the Hedgehog, le casino est très régulièrement représenté en tant que thème de niveau dans les différents jeux de la série.